# Valéry Giscard d'Estaing
Valéry Marie René Giscard d'Estaing (født 2. februar 1926 i Koblenz i Tyskland, hvor hans far var i de franske styrker, der besatte Rhinlandet, død 2. december 2020) var en fransk politiker og præsident 1974-1981.
Giscard d'Estaing var finansminister 1962-1966 i regeringen Georges Pompidou. Stifter af det liberal-konservative parti UDF i 1978.
Giscard d'Estaing er uddannet fra École Nationale d'Administration 1949-1951.
Efter sit nederlag ved præsidentvalget til François Mitterrand i 1981 har "VGE", som han kaldes, navnlig helliget sig europæiske spørgsmål. Han var i 2002-2003 formand for Konventet for Europas fremtid, der udarbejdede udkast til EU's forfatningstraktat. Giscard d'Estaing blev medlem af Det Franske Akademi i 2003.
I 2005 købte Valery Giscard d'Estaing sammen med sin bror slottet i den lille by Estaing og fortsatte den proces, som faderen havde begyndt i 1923 ved at købe navnet d'Estaing. Slottet er en imponerende bygning,  med stor symbolsk værdi. Slottet i Estaing har international betydning, fordi dets sidste adelige ejer admiral d'Estaing deltog i den amerikanske uafhængighedskrig. Admiralen nyder af den grund en vis respekt i USA. Siden admiralens henrettelse i 1794 har slottet Estaing det meste af tiden været nonnekloster. 
I sin præsidentperiode kørte Giscard d'Estaing et tæt parløb med Tysklands kansler Helmut Schmidt.